# Suranne Jones
Sarah Anne Akers, geboren als Sarah Jones (Chadderton, 27 augustus 1978), is de Engelse actrice Suranne Jones.
Met haar rol over een periode van vier jaar van Karen McDonald in Coronation Street werd zij bekend. In de herfst van 2005 begon Jones aan haar rol in de detectiveserie Vincent, met Ray Winstone. Dit was haar eerste rol, nadat zij Coronation Street verliet.
Vanaf januari 2009 speelde zij in Unforgiven, een driedelige productie van ITV, in de rol van Ruth Slater en vanaf mei 2011 speelde zij in de politieserie Scott & Bailey. Voor haar rol van Doctor Foster in de gelijknamige serie (2015, 2017) ontving ze verschillende onderscheidingen, waaronder de Broadcasting Press Guild Award en de BAFTA TV Award voor beste actrice. In Gentleman Jack (2019) speelde ze de rol van Anne Lister, een lesbische, Engelse landeigenaar, geboren in 1791.

## Filmografie
- Vigil (2021 & 2023), hoofdrol als inspecteur Amy Silva
- Gentleman Jack (2019), als Anne Lister
- Vanity Fair (2018), als Miss Pinkerton
- Save Me (2018, ook bekend als Gone), als Claire McGory
- Doctor Foster (2015-2017), als Dr. Gemma Foster
- The Life of Rock with Brian Pern (2016), 1 aflevering als Astrid Maddox Pern
- A Christmas Star (2015), als Miss Darcy
- A Touch of Cloth (2012-2014), 6 afleveringen als Anne Oldman
- The Crimson Field (2014), 6 afleveringen als Sister Joan Livesey
- Lawless (2013), als Lila Pettitt
- Playhouse Presents (2013), 1 aflevering als Suranne Jones
- The Secret of Crickley Hall (2012), 3 afleveringen als Eve Caleigh
- Scott & Bailey (2011-2012), 14 afleveringen als DC Rachel Bailey
- Five days (2010), 5 afleveringen als PC Laurie Franklin
- Unforgiven (2009), 3 afleveringen als Ruth Slater
- Doctor Who 2005, 1 aflevering als Idris / The TARDIS
- Single Father (2010), als Sarah
- Harley Street, 6 afleveringen als Dr. Martha Elliot
- A Taste of My Life, 1 aflevering
- Soapstar Superstar, 2 afleveringen als zichzelf
- Strictly Confidential, 6 afleveringen als Linda Nelson
- Dancing on Ice, 1 aflevering
- Vincent, 8 afleveringen als Beth
- Loose Women, 5 afleveringen als zichzelf
- This Morning, 8 afleveringen als zichzelf
- My Wonderful Life, 5 afleveringen als Linda
- City Central, 1 aflevering als Emma
- Coronation Street, 27 afleveringen (1997 tot 2004) als Karen McDonald
- Dead Clever (2007) Zwarte komedie